# Яновський Дмитро Гаврилович
Дмитро Гаврилович Яновський (нар. 1869 – пом. 9 травня 1942) – правник, мировий посередник, дійсний статський радник, Київський віце-губернатор, Полтавський губернський староста Української Держави Павла Скоропадського у період з 20.11.1918 по 27.11.1918.

## Життєпис
Походив зі старовинного священницького та козацько-старшинського роду Полтавської губернії, котрий потім отримав дворянські привілеї. Закінчив Київський університет у 1890 році.
Дружина: Надія Миколаївна Сумневич (1872 – 1900). Донька: Ольга Дмитрівна Яновська (03.02.1899 – 02.10.1997).
Працював мировим посередником у м. Острог Волинської губернії.
Певний час працював на залізничних станціях різних міст.
Протягом нетривалого часу був очільником Полтавської губернії у період Гетьманату П. Скоропадського.
Після знищення Української Держави повстанцями Директорії УНР, виїхав за кордон. Жив на еміграції у Югославії.
Помер 9 травня 1942 року у Белграді .